# Isabelle Housna Kassiré
Pour les articles homonymes, voir Kassiré.
Isabelle Housna Kassiré est une femme politique tchadienne et fille de l'homme politique et fondateur du parti politique Viva RNDP Delwa Kassiré Coumakoye. Elle est actuellement secrétaire d'État aux Affaires étrangères du gouvernement tchadien,.

## Carrière
Isabelle Housna Kassiré a été nommée au poste de secrétaire d'État aux Affaires étrangères le 14 octobre 2022. Cette nomination fait suite à la création d'un nouveau Secrétariat à la diaspora tchadienne et à la coopération internationale.
Avant d'occuper son poste actuel, Housna était ministre de la Formation professionnelle. Elle a été mutée au poste des Affaires étrangères lors d'un remaniement ministériel,,,.